# 东兴街道 (营口市)
东风街道，是中华人民共和国辽宁省营口市站前区下辖的一个乡镇级行政单位。

## 行政区划
东风街道下辖以下地区：
公园社区、新风社区、安民社区、钢铁社区、春光社区、南园社区和东晶社区。